# Eesti Laul
Eesti Laul (en español: «Canción de Estonia») es un festival de la canción organizado en Estonia por la radiodifusora pública Eesti Rahvusringhääling (ERR). Este concurso determina la canción que representa al país báltico en el Festival de la Canción de Eurovisión, y su primera edición se celebró en 2009.

## Historia
Entre 1993 y 2008, la televisión pública de Estonia organizaba un concurso musical, conocido como Eurolaul (en español: «Canción europea»), para elegir a su representante en el Festival de la Canción de Eurovisión. Los malos resultados de la delegación estonia, que se había quedado fuera de la final desde 2004, llevaron a la ERR a prescindir de esa preselección para crear un nuevo certamen, el Eesti Laul. Las inscripciones estaban abiertas a cualquier artista, y entre los requisitos se estableció que los participantes debían tener la nacionalidad estonia o bien la residencia permanente. Además, se garantizaba una presencia mínima de canciones en idioma estonio. El ganador sería elegido con una combinación de voto popular y jurado profesional.
Desde la primera edición, el Eesti Laul ha destacado por aportar estilos musicales que hasta entonces no habían tenido cabida en otras preselecciones europeas. La primera edición deparó la victoria de Sandra Nurmsalu y Urban Symphony con el tema electropop «Rändajad», que logró clasificarse para la final de Eurovisión 2009 y quedó en sexto lugar. En 2011, ERR amplió la participación a veinte artistas con un nuevo sistema de semifinales, celebradas en los estudios de ERR, y una gran final en un recinto de Tallin: entre 2009 y 2015 se utilizó el Pabellón de Conciertos de la capital, y desde 2016 tiene lugar en el estadio Saku Suurhall.
Los artistas del Eesti Laul que han obtenido mejores resultados en Eurovisión son Sandra Nurmsalu (2009), Ott Lepland (2012), Elina Born y Stig Rästa (2015) y Elina Nechayeva (2018). Por otro lado, en 2013 el grupo punk Winny Puhh se convirtió en un éxito viral gracias a la caótica presentación de «Meiecundimees üks Korsakov läks eile Lätti», que había quedado tercera en la final nacional.

## Palmarés
| Año  | Intérprete(s)           | Canción (Traducción)                                                                          | Idioma   | Compositores (m & l)                                                                 | Resultado en Eurovisión                        | Resultado en Eurovisión                        | Resultado en Eurovisión                        | Resultado en Eurovisión                        |
| Año  | Intérprete(s)           | Canción (Traducción)                                                                          | Idioma   | Compositores (m & l)                                                                 | Lugar Final                                    | Puntos Final                                   | Lugar Semifinal                                | Puntos Semifinal                               |
| ---- | ----------------------- | --------------------------------------------------------------------------------------------- | -------- | ------------------------------------------------------------------------------------ | ---------------------------------------------- | ---------------------------------------------- | ---------------------------------------------- | ---------------------------------------------- |
| 2009 | Urban Symphony          | «Rändajad» (Nómadas)                                                                          | Estonio  | Sven Lõhmus                                                                          | 6                                              | 129                                            | 3                                              | 115                                            |
| 2010 | Malcolm Lincoln         | «Siren» (Sirena)                                                                              | Inglés   | Robin Juhkental                                                                      | No clasificó                                   | No clasificó                                   | 14                                             | 47                                             |
| 2011 | Getter Jaani            | «Rockefeller Street» (Calle Rockefeller)                                                      | Inglés   | Sven Lõhmus                                                                          | 24                                             | 44                                             | 9                                              | 60                                             |
| 2012 | Ott Lepland             | «Kuula» (Escucha)                                                                             | Estonio  | Ott Lepland                                                                          | 6                                              | 120                                            | 4                                              | 100                                            |
| 2013 | Birgit Õigemeel         | «Et uus saaks alguse» (Un nuevo comienzo)                                                     | Estonio  | Mihkel Mattisen                                                                      | 20                                             | 19                                             | 10                                             | 52                                             |
| 2014 | Tanja                   | «Amazing» (Asombrosa)                                                                         | Inglés   | Timo Vendt, Tanja Mijáilova                                                          | No clasificó                                   | No clasificó                                   | 12                                             | 36                                             |
| 2015 | Elina Born y Stig Rästa | «Goodbye to Yesterday» (Adiós al ayer)                                                        | Inglés   | Stig Rästa                                                                           | 7                                              | 106                                            | 3                                              | 125                                            |
| 2016 | Jüri Pootsmann          | «Play» (Reproducir)                                                                           | Inglés   | Stig Rästa, Fred Krieger, Vallo Kikas                                                | No clasificó                                   | No clasificó                                   | 18                                             | 24                                             |
| 2017 | Koit Toome y Laura      | «Verona» (Verona)                                                                             | Inglés   | Sven Lõhmus                                                                          | No clasificó                                   | No clasificó                                   | 14                                             | 85                                             |
| 2018 | Elina Nechayeva         | «La forza» (La fuerza)                                                                        | Italiano | Ksenia Kuchukova, Elina Nechayeva, Mihkel Mattisen, Timo Vendt                       | 8                                              | 245                                            | 5                                              | 201                                            |
| 2019 | Victor Crone            | «Storm» (Tormenta)                                                                            | Inglés   | Stig Rästa, Vallo Kikas, Victor Crone, Fred Krieger                                  | 20                                             | 76                                             | 4                                              | 198                                            |
| 2020 | Uku Suviste             | «What Love Is» (Lo que es el amor)                                                            | Inglés   | Uku Suviste, Sharon Vaughn                                                           | Festival cancelado por la pandemia de COVID-19 | Festival cancelado por la pandemia de COVID-19 | Festival cancelado por la pandemia de COVID-19 | Festival cancelado por la pandemia de COVID-19 |
| 2021 | Uku Suviste             | «The Lucky One» (El afortunado)                                                               | Inglés   | Uku Suviste, Sharon Vaughn                                                           | No clasificó                                   | No clasificó                                   | 13                                             | 58                                             |
| 2022 | Stefan                  | «Hope» (Esperanza)                                                                            | Inglés   | Stefan Airapetjan, Karl-Ander Reismann                                               | 13                                             | 141                                            | 5                                              | 209                                            |
| 2023 | Alika                   | «Bridges» (Puentes)                                                                           | Inglés   | Alika Milova, Wouter Hardy, Nina Sampermans                                          | 8                                              | 168                                            | 10                                             | 74                                             |
| 2024 | 5miinust y Puuluup      | «(Nendest) narkootikumidest ei tea me (küll) midagi» (De (esas) drogas (aún) no sabemos nada) | Estonio  | Kim Wennerström, Kohver, Lancelot, Marko Veisson, Päevakoer, Põhja Korea, Ramo Teder | 20                                             | 37                                             | 6                                              | 79                                             |
| 2025 | Tommy Cash              | «Espresso macchiato»                                                                          | Inglés   | Tomas Tammemets, Johannes Naukkarinen                                                | 3                                              | 356                                            | 5                                              | 113                                            |